# Massacre de Camargo
Le massacre de Camargo est un épisode violent de la guerre de la drogue au Mexique qui a eu lieu en janvier 2021 dans l'État de Tamaulipas. Le 22 janvier 2021, 19 corps calcinés de guatémaltèques et mexicains sont retrouvés dans un véhicule à Camargo. Il s'agit du premier massacre commis pendant la présidence d'Andrés Manuel López Obrador dans lequel les autorités sont accusées de participation. Des policiers du GOPES (Groupe d'Opérations Spéciales) avoueront avoir tués les 19 personnes,,. 

## Contexte
La municipalité de Camargo, étant un point de passage de la drogue et de migrants vers les États-Unis, est le lieu d'affrontements de plusieurs cartels de la drogue. Camargo ferait partie du territoire du Cartel du Golfe, en conflit avec le Cartel du nord-est, une branche de l'ancien cartel de Los Zetas. La municipalité est située sur la « Frontera chica », une région s'étendant à la frontière avec le Texas, composée des municipalités de Guerrero, Mier, Miguel Alemán, Camargo et Gustavo Díaz Ordaz,.

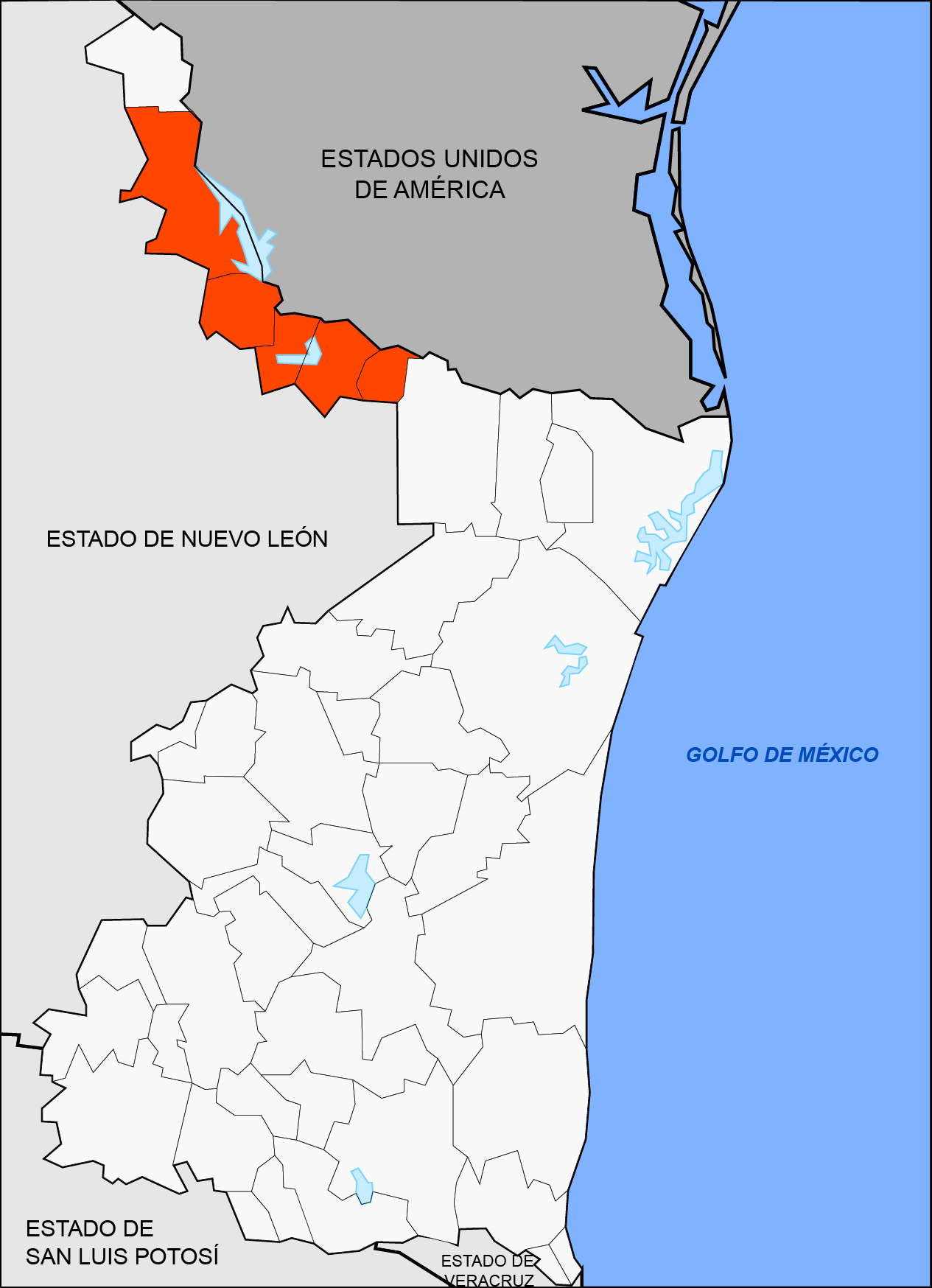
La « Frontera chica ».

En 2009 et 2010, la région composée des municipalités de Matamoros, Reynosa, Miguel Alemán et Camargo est le terrain d'affrontements du Cartel du Golfe, Los Zetas et du Cartel Beltrán Leyva. En deux mois 50 personnes sont exécutées. Un campement appartenant à Los Zetas est localisé en avril 2010 à Camargo,.
Un rapport du Système National de Sécurité Publique (SNSP), paru en janvier 2011, indique que Camargo est une municipalité où les migrants sont en danger. En juin 2011, quatre narcotanks du Cartel du Golfe sont détruits par l'armée mexicaine,.
Le 26 mars 2015, une série d'affrontements a lieu dans le Tamaulipas, en particulier à Camargo, et entraîne la mort de 25 personnes.

## Le massacre
Le 12 janvier 2021, d'après Héctor Lopez Ramírez, maire de Comitancillo, un peu plus de trente migrants partent du sud du Mexique. Ils rejoignent le Nuevo León environ 10 jours plus tard, avant de prendre la route du Río Grande dans trois voitures, afin de rejoindre les États-Unis. Une des voitures aurait eu un problème technique en route. C'est à ce moment que le reste du groupe des migrants aurait entendu des tirs. Les familles restées au Guatemala perdent contact avec eux le 21 janvier,.
Le 22 janvier, un appel anonyme alerte les autorités au sujet de deux voitures abandonnées et brûlées dans la municipalité de Camargo, dans l’État de Tamaulipas. 19 corps calcinés sont retrouvés dans un véhicule de type Chevrolet Silverado sur une piste à Santa Anita, à environ 1 h 20 de la ville américaine de Rio Grande City. Un autre véhicule brûlé est retrouvé sur place, un Toyota Sequoia. Parmi les victimes, au moins 16 hommes et une femme sont premièrement identifiés comme tels. Les morts présentent des impacts de balles, ainsi que le véhicule (113 impacts). Le procureur général de Tamaulipas, Irving Barrios Mojica, indique que la scène de crime a été altérée car toutes les douilles ont été ramassées. De plus, les rapports écrits par la police différent des faits rapportés par les policiers interrogés, renforçant la thèse d'une implication d'officiels dans les événements. Voir « Responsabilités d'officiels ». Trois armes sont retrouvées dans le Chevrolet Silverado, dont une de calibre 7,62 × 39 mm,,,,.
Le 23 janvier, le trafiquant chargé du groupe de migrants attaqués appelle, depuis les États-Unis, les familles des migrants. Les informant de l'attaque et de l'arrivée aux États-Unis des autres migrants.

### Victimes
Les victimes étaient des migrants qui tentaient de rejoindre le Texas en se dirigeant vers le Río Grande. Le groupe était composé de mexicains et de guatémaltèques, en particulier des indigènes mams (en). Des familles de migrants du département de San Marcos au Guatemala érigent des autels aux morts, convaincus que les corps retrouvés étaient leurs proches, même si, au 31 janvier 2021, le bureau du procureur de Tamaulipas n'avait pas publié les noms des victimes identifiées,,.
Le gouvernement mexicain déclare le 1er février être entré en contact avec les familles des migrants guatémaltèques, avec l'aide des autorités du Guatemala. Au 6 février, deux mexicains et 14 guatémaltèques avaient été identifiés parmi les 19 victimes. Les victimes ont entre 15 et 25 ans. Le 18 février, deux guatemaltèques sont identifiés parmi les trois corps qui restaient non identifiés, élevant le nombre de migrants guatémaltèques tués à 16. Le même jour, le Mexique et le Guatemala ont indiqué qu'ils préparaient le rapatriement des corps des victimes guatémaltèques identifiées,,,,.
Les dernières identifications se concluent le 6 mars.
| Nom                              | Pays      | Localité        | Age | Sexe  | Source |
| -------------------------------- | --------- | --------------- | --- | ----- | ------ |
| Paola Damaris Zacarias Gabriel   | Guatemala | San Marcos      | 22  | Femme | [ 19 ] |
| Robelson Elías Tomas Isidro      | Guatemala | El Duraznal     | 15  | Homme | [ 19 ] |
| Santa Cristina García Pérez      | Guatemala | Peñaflor        | 20  | Femme | [ 19 ] |
| Anderson Marco Antulio Pablo     | Guatemala | Nueva Esperanza | 16  | Homme | [ 19 ] |
| Iván Gudiel Pablo Tomás          | Guatemala | Peñaflor        | 22  | Homme | [ 19 ] |
| Osmar Neftali Miranda Baltazar   | Guatemala | Chicajalaj      | 19  | Homme | [ 19 ] |
| Edgar López López                | Guatemala | Chicajalaj      |     | Homme | [ 19 ] |
| Adán Coronado Marroquín          | Guatemala |                 |     | Homme | [ 23 ] |
| Ribaldo Danilo Jiménez Ramírez   | Guatemala |                 |     | Homme | [ 23 ] |
| Dora Amelia López                | Guatemala | Sipacapa        | 23  | Femme | [ 19 ] |
| Mádelyn Estefanie García Ramírez | Guatemala | Baja Verapaz    |     | Femme | [ 24 ] |
| Bramdon David García Ramírez     | Guatemala | Baja Verapaz    |     | Homme | [ 24 ] |
|                                  | Guatemala |                 |     |       |        |
|                                  | Guatemala |                 |     |       |        |
|                                  | Guatemala |                 |     |       |        |
|                                  | Guatemala |                 |     |       |        |
| Daniel Pérez Quirós              | Mexique   |                 |     | Homme | [ 25 ] |
| Jesús Martínez Guerrero          | Mexique   |                 |     | Homme | [ 25 ] |
|                                  | N/a       |                 |     |       |        |

### Survivants
Le 2 mars 2021, le gouvernement du Guatemala révèle que cinq migrants guatémaltèques ont réussi à échapper au massacre. 

## Responsabilité d'officiels

### Institut National des Migrations
Le 1er février 2021, la secrétaire mexicaine à l'Intérieur Olga Sánchez Cordero annonce que le gouvernement mène une enquête, avec le bureau du procureur de Tamaulipas, afin de savoir si des membres de l'Institut National des Migrations (INM) sont impliqués dans le massacre. Les soupçons proviennent du fait que le véhicule retrouvé sur place aurait été détenu, ou confisqué, par l'INM dans les jours précédant l'attaque,.
L'INM signale ensuite que le véhicule avait bien été saisi dans la municipalité d'Escobedo (Nuevo León) en décembre 2020. Les huit fonctionnaires qui avaient participé à cette opération sont alors licenciés, l'INM jugeant qu'ils auraient dû conserver le véhicule.

### Police
Le 2 février 2021, le bureau du procureur général de Tamaulipas informe de l'arrestation de 12 policiers qui seraient impliqués dans le massacre. Ils sont accusés d'homicides aggravés, d'abus d'autorité, d'abus de fonctions administratives et de faux rapports transmis aux autorités. Plusieurs d'entre-eux étaient sous l'effet de la drogue. Ces policiers appartenaient au GOPES (Groupe d'Opérations Spéciales), une unité tactique spécialisée de la police. Trois d'entre eux ont été formés, en 2016 et 2017, au sujet des droits de l'homme au sein du Bureau international des stupéfiants et de l'application de la loi, une agence du département d'État des États-Unis,,,.
Liste des policiers arrêtés, :
- Mayra Elizabeth Vasquez Santillana
- Jorge Alfredo Castillo Miranda
- Williams Figueroa Medellin
- Édgar Manuel Antonio
- Horacio Rocha Nambo
- Carlos Rodriguez Rodriguez
- Jorge Chavarria Barcenas
- José Luis López Morales
- Héctor Javier Alfaro Acuña
- Christian Eduardo Gonzalez Garcia
- Ismael Vázquez Leon[32]
- Horacio Quiroz Sanchez

Le 9 février, les policiers arrêtés sont placés en détention provisoire sur ordre du juge. Ils sont détenus dans la prison de Victoria. Le 25 février, le journal El País révèle que les 12 policiers arrêtés auraient avoués avoir commis le massacre, tout en niant avoir brûlés les corps,.

#### Formation fournie par les États-Unis
En juillet 2021, la commission des crédits du Congrès de la Chambre des représentants des États-Unis rédige un rapport faisant état de son inquiétude au sujet de « l'implication d'agents de police mexicains formés aux États-Unis » dans ce massacre et demande au département d'État une évaluation de son programme de formation dans le nord du Mexique,.

#### Procès
Malgré les révélations d'El País, d'autres médias rapportent que les policiers déclarèrent être arrivés sur la scène du massacre qu'après que celui-ci ce soit produit. Mais d'après les procureurs un faisceau de preuves indique que les policiers mentent. Des outils de géolocalisation ont permis de localiser l'un des véhicules de police sur les lieux du massacre, au moment où il se déroulait. De plus, les données des téléphones portables ont montré que les policiers étaient présents. Les procureurs ont aussi présenté des témoignages et des preuves balistiques montrant que les armes des accusés avaient été utilisées pendant le massacre.
Toutefois, Eduardo Govea, avocat de la défense, affirme que les témoins oculaires étaient illettrés et met en doute un délai d'exécution « anormalement rapide » des autopsies. L'avocat de la défense argue par ailleurs que les procureurs ont obtenu certaines preuves, comme les données des téléphones portables des officiers, sans ordonnance du tribunal (l'allégation est rejetée par le juge). Eduardo Govea ajoute, de plus, que même si les armes des policiers avaient été utilisées au cours du massacre, les enquêteurs n'avaient pas prouvé qui les avait utilisées.
Le procès s'ouvre le 22 mai 2023 à Ciudad Victoria, Tamaulipas. Au total, plus de 60 témoins y participent. Parmi les documents utilisés dans le procès, le témoignage d'un des policiers jugés, Ismael Vázquez, est un élément clé. Il était revenu sur la version donnée jusque-là et avait admis la participation de son unité au massacre. Il est par conséquent placé sous protection. Les policiers jugés, dont le policier qui a collaboré, sont reconnus coupables, par le juge Patricio Lugo Jaramillo , en septembre 2023. Cependant, les 11 policiers qui maintenaient qu'ils n'étaient pas responsables sont reconnus coupables de meurtre, alors qu'Ismael Vázquez est seulement reconnu coupable d'abus d'autorité,,.

## Réponses étatiques

### Guatemala
Un texte publié par le mexicain Ricardo Monreal Ávila, membre du MORENA, dans lequel il qualifie le massacre de « crime d'État » servirait à appuyer une plainte déposée par le Guatemala devant la Commission interaméricaine des droits de l'homme. Cette plainte exigerait que les autorités du Tamaulipas assument la pleine et entière responsabilité du massacre commis à l'encontre de citoyens guatémaltèques sur son territoire, de même qu'indemnisent les familles des victimes. Cependant, par une déclaration publiée sur les réseaux sociaux, le gouvernement du Guatemala infirme ces informations et reconnait les efforts des autorités mexicaines dans l'enquête,.
« El gobierno de Guatemala aclara que no existe una demanda ante la Comisión Interamericana de Derechos Humanos respecto del caso de la matanza ocurrida en el estado de Tamaulipas. Por el contrario, reconoce el esfuerzo y la investigación que desarrolla la Fiscalía General de la República de México, por lo que el Gobierno del Presidente Alejandro Giammattei  confía en las autoridades de ese país para esclarecer este atroz crimen que enluta a familias guatemaltecas »
« Le gouvernement du Guatemala précise qu'il n'y a pas de plainte devant la Commission interaméricaine des droits de l'homme concernant le cas du massacre qui s'est produit dans l'État de Tamaulipas. Au contraire, il reconnaît les efforts et l'enquête menée par le bureau du procureur général de la République du Mexique, de sorte que le gouvernement du président Alejandro Giammattei fait confiance aux autorités de ce pays pour faire la lumière sur ce crime atroce qui endeuille les familles guatémaltèques »
— 10 février 2021

### Mexique
Le 23 février 2021, au cours d'une réunion réunissant notamment l'ambassadeur du Guatemala au Mexique, Mario Bucaro Flores, le sous-secrétaire aux droits de l'homme, à la population et aux migrations, Alejandro Encinas Rodriguez, a déclaré que le gouvernement mexicain payerait des dédommagements aux familles des migrants guatémaltèques qui ont été tués.
L'ambassadeur du Guatemala au Mexique, Mario Búcaro, se rend sur le site du massacre le 11 mars 2021 pour honorer la mémoire des victimes.
Le 26 mars 2021, un juge de district de l'État de Tamaulipas ordonne au bureau du procureur général d'examiner si le massacre pourrait être considéré comme un crime fédéral.

## Événements ultérieurs

### Action contre les trafiquants d'êtres humains
Le 28 janvier 2022, les autorités guatémaltèques appuyées par les services américains réalisent une opération contre « Los Coronado », le groupe de trafiquants d'êtres humains qui avait transporté les migrants assassinés. De l'argent et un pick-up est saisi,.

## Réactions
- 4 février 2021
  -  ONU : Guillermo Fernández-Maldonado, représentant au Mexique du Haut-Commissariat des Nations unies aux droits de l'homme, salue les progrès de l'enquête[44].
- 11 février 2021
  -  Mexique : « Il n'y aura aucune impunité pour quiconque et nous sommes en relation permanente avec les familles des victimes ». Andrés Manuel López Obrador, Président du Mexique[45].
- 12 février 2021
  -  Académie des dirigeants catholiques : environ 70 dirigeants, politiques et sociaux, d'Espagne et d'Amérique latine dénoncent « fermement » le massacre et demandent une refonte de la politique migratoire. Parmi les signataires, Miguel Ángel Rodríguez Echeverría, ancien président du Costa Rica, Julián Andrés Domínguez, ancien président de la Chambre des députés d'Argentine, Claudio Benjamín Orrego Larraín, ancien ministre chilien du Logement, de l'Urbanisme et des Biens nationaux, les anciens directeurs de l'Institut National des Migrations du Mexique, Cecilia Romero et Salvador Beltrán[46].